# 플로리다 윈터 베이스볼 리그
플로리다 윈터 베이스볼 리그(Florida Winter Baseball League)는 2009년부터 2010년까지 진행되었던 미국 플로리다 지역의 윈터 리그이다.

## 존재하던 팀들
- 마이애미 다이아멘테스
- 레이크 컨트리 블랙 베어스
- 세미놀 카운티 네츄럴스
- 스페이스 코스트 서지